# Technomyrmex arnoldinus
Technomyrmex arnoldinus é uma espécie de formiga do gênero Technomyrmex.